# Lefèvre-Denise
Lefèvre-Denise est une marque française de biscuiterie, confiserie et chocolaterie emblématique de la ville de Nancy, fondée en 1840, réputée pour ses bergamottes, ses macarons, et son pain d'épices. C’est l’un des plus anciens commerces familiaux de la ville toujours en activité depuis 1840,.
Elle est exploitée par la société Lefèvre Lemoine.

## Historique

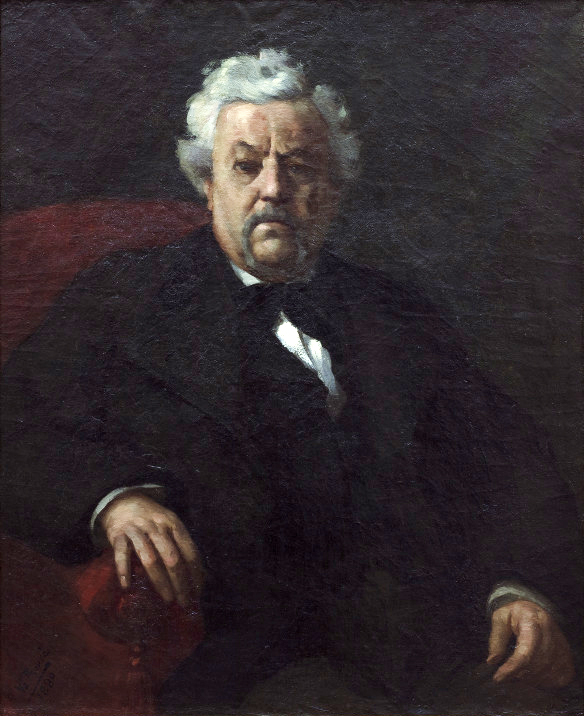
Victor Prouvé, portrait d’Antoine-Louis Lefèvre, 1880, huile sur toile.

### 1840: naissance de la maisonLefèvre-Denise
L’entreprise Lefèvre-Denise est fondée à Nancy en 1840 par Antoine-Louis Lefèvre (1814-1880),, fils de François Joseph Lefèvre originaire de Varennes-en-Argonne dans la Meuse. Antoine Lefèvre épouse Philogène Denise en 1846 et associe ainsi les deux noms familiaux sous la dénomination Lefèvre-Denise,.
L’entreprise Lefèvre-Denise se spécialise dans la biscuiterie, en particulier la fabrication de pain d'épices, et dans la confiserie. Installé 10 rue de la Faïencerie, le premier magasin succède en 1840 à la boulangerie de Nicolas Bernard. Il est déplacé en 1846 au 55 rue Saint-Dizier à Nancy, et Antoine choisit comme enseigne "Au Grand Saint Nicolas". Saint Nicolas, fêté le 6 décembre en Lorraine, est également le saint patron des confiseurs[réf. nécessaire].
Le frère d’Antoine Lefèvre, Jean-Romain, épouse Pauline-Isabelle Utile et crée à Nantes en 1846 une biscuiterie sous la dénomination Lefèvre-Utile,. Leur troisième fils, Louis Lefèvre-Utile invente en 1886 le Véritable Petit Beurre mondialement connu sous la marque LU.
Jean-Romain Lefèvre apprend le métier de biscuitier au retour de son service militaire avec son frère Antoine à Nancy. Il apporte ainsi à Nantes les recettes de l'Est.

### À partir de 1870: un succès croissant
Victor Prouvé peint le portrait d'Antoine Lefèvre en 1880, année de la mort de celui-ci. Ce tableau est conservé au Musée Lorrain. Madeleine Prouvé relate en 1958 dans son ouvrage consacré à son beau-père que le jeune Victor Prouvé se voyait confier la décoration des grands saints Nicolas en pain d'épices dans l'atelier du confiseur Antoine Lefèvre-Denise.
Louis Marie Lefèvre (1851-1934), fils d’Antoine Lefèvre, crée vers 1890 une usine de fabrication dans les faubourgs de Nancy, à Laxou, rue de Santifontaine. Elle demeure en activité jusque dans les années 1950.
Louis Lefèvre-Denise entretient des relations familiales et professionnelles avec son cousin de Nantes Louis Lefèvre-Utile. La Maison Lefèvre-Denise est, par exemple, « seule dépositaire des biscuits LEFEVRE-UTILE » dans les années 1880 à Nancy.

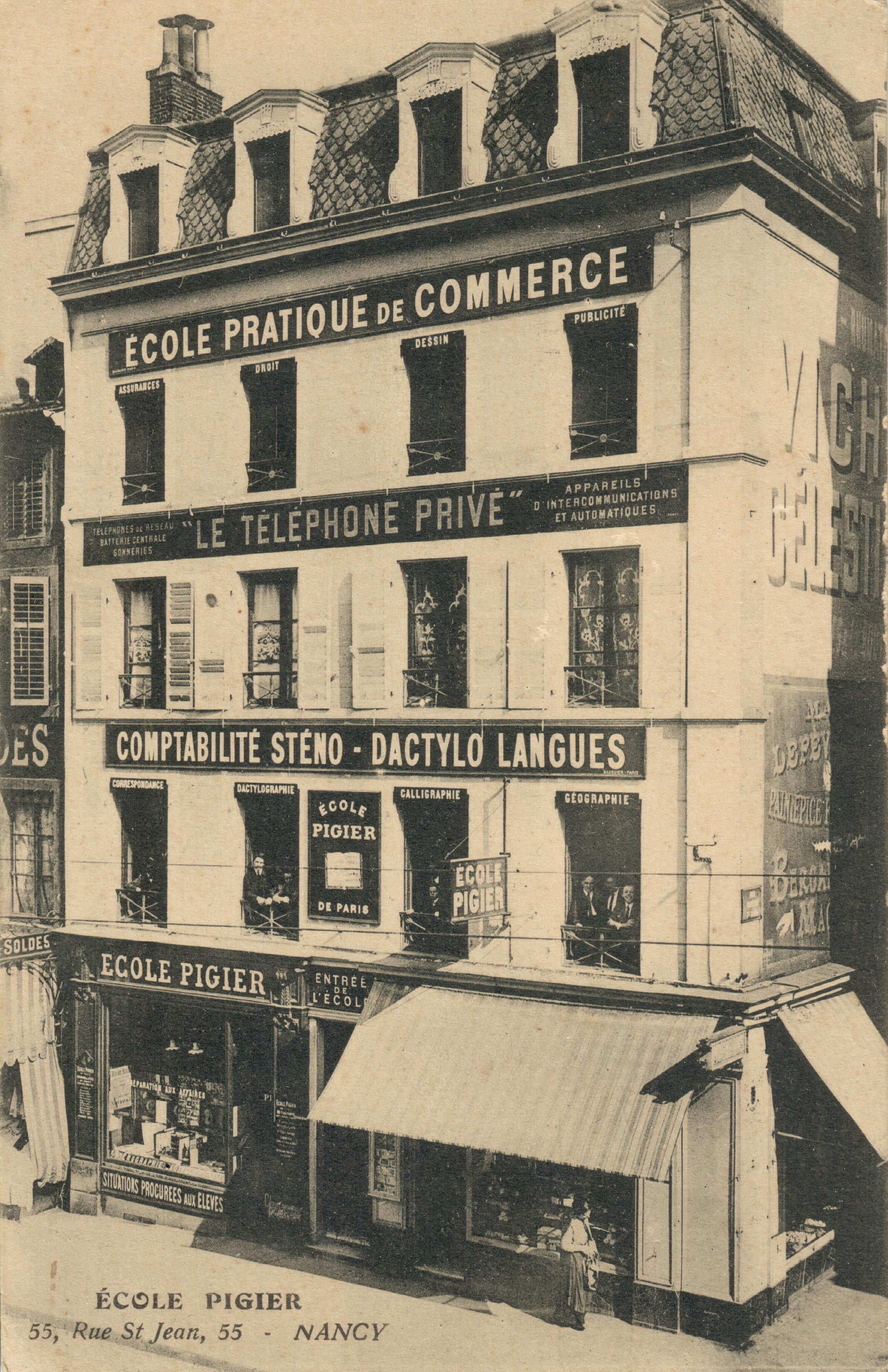
55 rue Saint Jean à Nancy vers 1910. A l'angle, en rez-de-chaussée, la Confiserie Lefèvre-Denise. Dans les étages est installée l'école de commerce et de comptabilité Pigier.

Un deuxième magasin de vente ouvre au 51 rue Saint-Jean à Nancy dans les années 1890. En 1909, l'unique magasin de vente se trouve au 55 rue Saint-Jean, à l’angle de la rue Clodion.
L’entreprise se voit récompensée à l'Exposition internationale de l'Est de la France, qui se déroule en 1909 à Nancy, par une médaille de vermeil pour ses biscuits, ses macarons de Nancy et ses Bergamottes de Nancy.

### 1925: la maison se scinde en deux
En 1925, Georges Lefèvre (1884-1958), un des fils de Louis, qui travaillait jusqu'alors dans l’entreprise familiale, décide de s'installer à son compte et crée à Nancy l'entreprise de biscuiterie-confiserie Lefèvre-Georges. L'usage d'un double nom n'est pas anodin et veut clairement montrer une filiation avec Lefèvre-Denise. Les ateliers sont dédoublés, de même que les magasins.

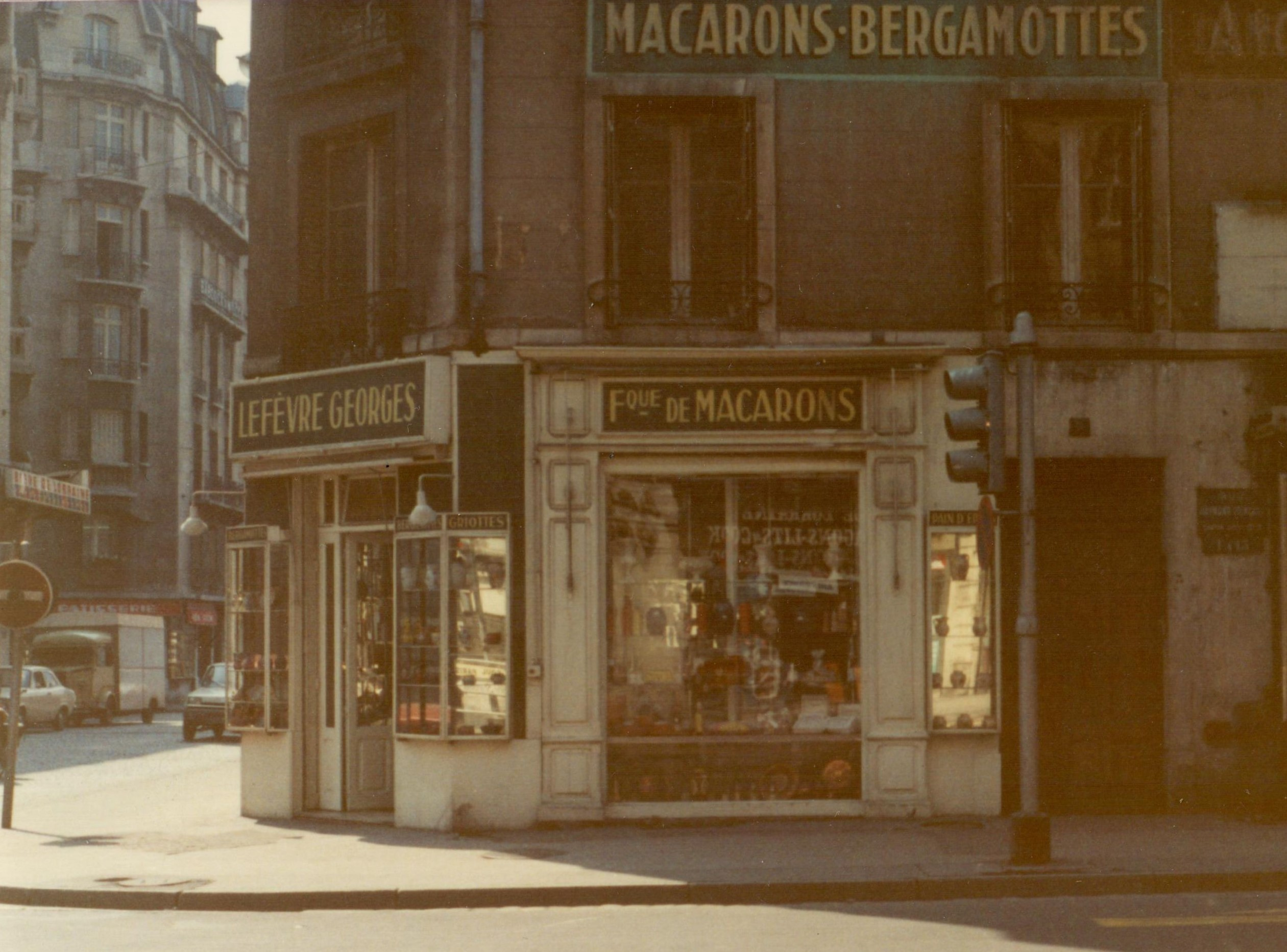
Le magasin Lefèvre Georges créé en 1931 et situé 3 faubourg Stanislas, photographié en 1972.

Georges ouvre une première boutique au 19 rue Saint-Dizier en 1925 à l'enseigne "Au Duché de Lorraine" et fonde un atelier de fabrication au 6 rue de Maréville à Laxou. Un deuxième magasin ouvre en 1931 au 3 faubourg Stanislas puis un troisième en 1933 au 47 rue Gambetta, face à la gare de Nancy, en vis-à-vis de la Brasserie Excelsior, au rez-de-chaussée de l'immeuble Babcock & Wilcox.

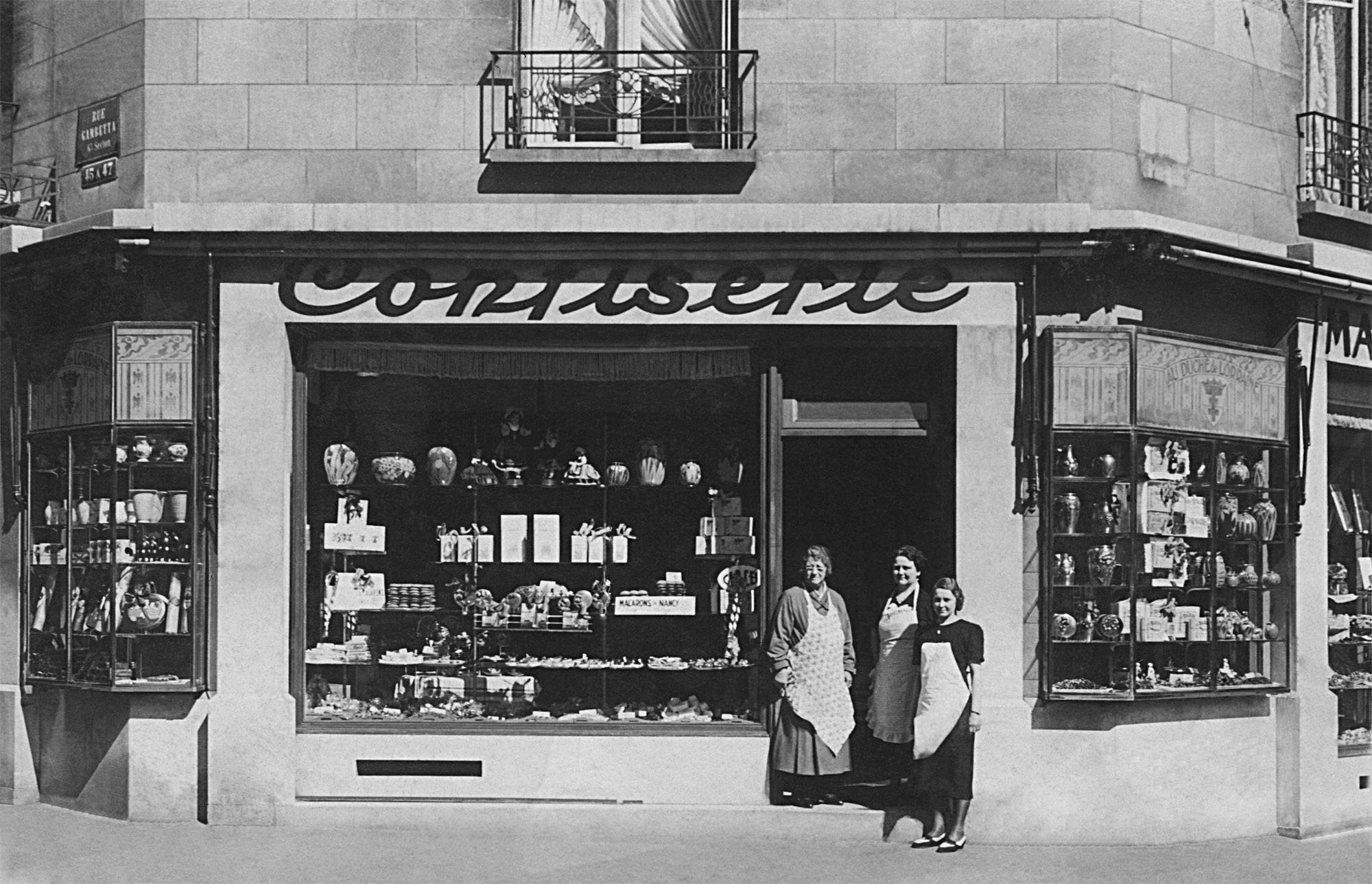
Le magasin Lefèvre Georges ouvert en 1933 au 47 rue Gambetta, aujourd'hui 47 rue Henri Poincaré, en vis-à-vis de la Brasserie Excelsior. Cliché des années 30.

La maison Lefèvre-Denise est quant à elle gérée par Yvonne, fille de Louis (mort en 1934) et sœur de Georges. Pour diverses raisons, elle cède l'entreprise et la marque à MM. Mairot et Acker à la fin des années 1940.

### 1952: le retour dans le giron familial
En 1952, Georges Lefèvre rachète l'entreprise d'origine familiale Lefèvre-Denise et l’intègre à la sienne. Il utilise alors indistinctement les marques Lefèvre-Denise et Lefèvre-Georges, les deux noms étant alors réputés à Nancy.

### Les années 1950: continuité et croissance

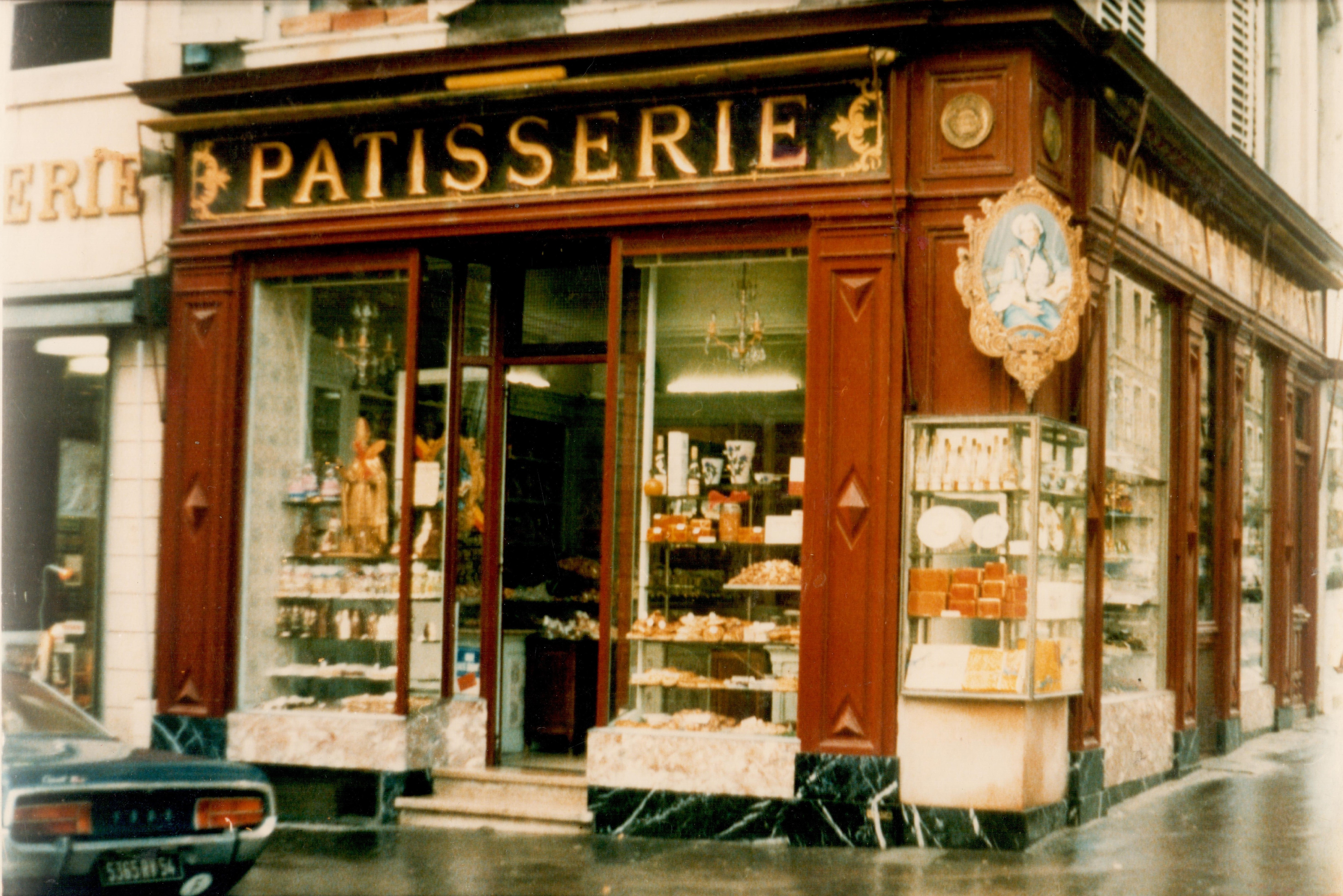
Pâtisserie Lefèvre Georges à l'enseigne "Marie Leczinska", 2 rue des Dominicains à Nancy en 1980. Ancienne Pâtisserie Schwenninger.

Toujours en 1952, Georges Lefèvre achète la pâtisserie Schwenninger appartenant à Pol Adam. Cette pâtisserie à l'angle des rues Gambetta et des Dominicains, donnant sur la place Stanislas, avait été fondée en 1857 par M. Schwenninger. Georgette Lefèvre lui donne l'enseigne "A Marie Leczinska" en souvenir de la fille de Stanislas Leczinski, épouse de Louis XV, Reine de France.
En 1958, à la mort de Georges Lefèvre, sa veuve, Georgette Lefèvre, reprend la direction de l'entreprise et des ateliers.
En 1959, Georgette Lefèvre fait l'acquisition de l'immeuble historique qui abritait encore à l'époque la maison mère du commerce à l'enseigne "Maison des Sœurs Macarons" tenu par Georges Aptel. La maison, la boutique, l'atelier de pâtisserie et les fours à bois qu'elle abrite, sont alors loués par la Confiserie Lefèvre Georges à Georges Aptel. La maison des Sœurs Macarons est inscrite à l'inventaire des monuments historiques en 1987 à la demande de Georgette Lefèvre.

### 1989: création de la maison Lefèvre-Lemoine
Georgette Lefèvre cède la place à sa fille, Monique Lefèvre, et à son gendre, Philippe Lemoine, qui reprennent l'entreprise familiale sous le nom Lefèvre-Lemoine. Ils reprennent par ailleurs l'ensemble des noms et marques déposés, dont Lefèvre-Denise et Lefèvre Georges.
Monique Lefèvre-Lemoine a été nommée au grade de chevalier dans l'ordre national du mérite en 2021, au titre de 60 ans de service à la direction de la confiserie familiale.
L'entreprise est aujourd'hui dirigée par Thierry-Laurent Lefèvre-Lemoine, leur fils. C’est le plus ancien commerce familial de la ville toujours en activité. Fondée en 1840, cette Biscuiterie-Confiserie est installée depuis 1933 dans la boutique située 47 rue Henri Poincaré à Nancy.

## Bergamottes et macarons de Nancy

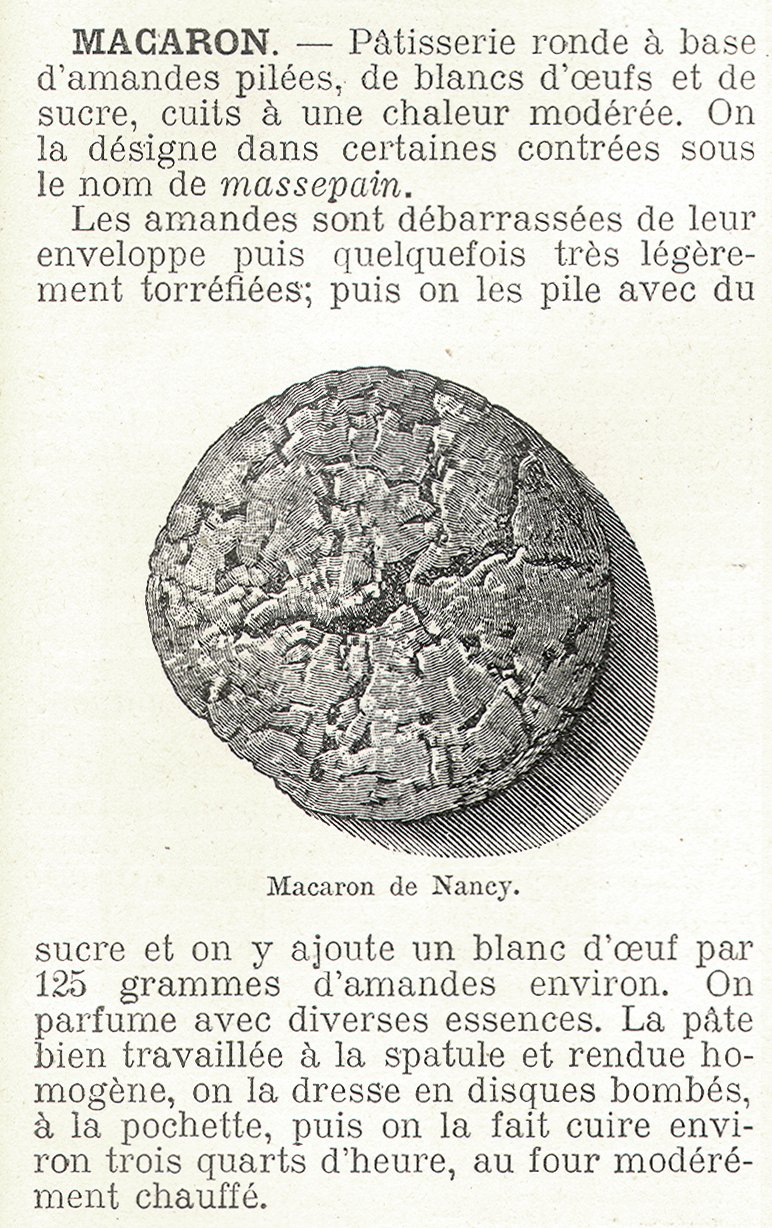
Macaron de Nancy, 1904.

Dès 1840, la Confiserie-Biscuiterie Lefèvre-Denise fabrique, comme de nombreux confiseurs nancéiens, des tablettes à la bergamotte. Antoine Lefèvre choisit alors d’orthographier ses bergamottes avec deux «t», comme c’était admis par les dictionnaires de l’époque. On y fabriquait également de nombreuses variétés de biscuits et de pain d’épices, ainsi que les macarons de Nancy.
Louis Lefèvre-Denise, le fils d'Antoine dépose la marque « Bergamottes de Nancy », Louis orthographie volontairement le mot bergamotte avec deux "t", en 1898.
Aujourd'hui encore, les macarons, le pain d'épice, le Petit Duc ou les Bergamottes de Nancy restent des spécialités de la maisonet le magasin Au Duché de Lorraine demeure un ambassadeur de Nancy cité par le Guide Michelin 2020, le Guide Vert et jusque dans les pages du New York Times et de magazines japonais
En 2021, le célèbre guide gastronomique Gault et Millau a décerné son « coup de cœur » aux macarons de la confiserie Lefèvre-Lemoine, à l'issue d'une dégustation organisée à Strasbourg et dont les membres du jury étaient Marc Haeberlin, chef de l'Auberge de l'Ill à Illhauesern, Nicolas Stamm, chef de la Fourchette des Ducs à Obernai, Jean Kuentz, chef de la Maison Rouge à Colmar, et Marc Esquerré, directeur des guides Gault et Millau.

## Marques déposées
Pour mieux identifier ses produits et de se protéger d'une concurrence toujours importante, la maison Lefèvre-Denise a déposé dès le XIXe siècle plusieurs marques. Celles-ci sont régulièrement renouvelées auprès de l'INPI :
- Lefèvre-Denise depuis 1884
- Lefèvre Georges depuis 1925
- Lefèvre-Lemoine
- Bergamottes de Nancy (orthographié avec deux "t"), déposée depuis 1898.
- Au Grand Saint Nicolas depuis 1884.
- Au Duché de Lorraine depuis 1925.
- Colis Lorrain
- etc.

Publicité et packaging
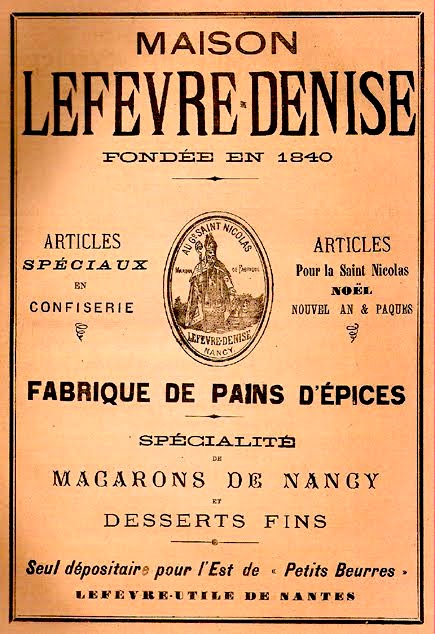
Lefèvre-Denise, encart publicitaire de 1894.
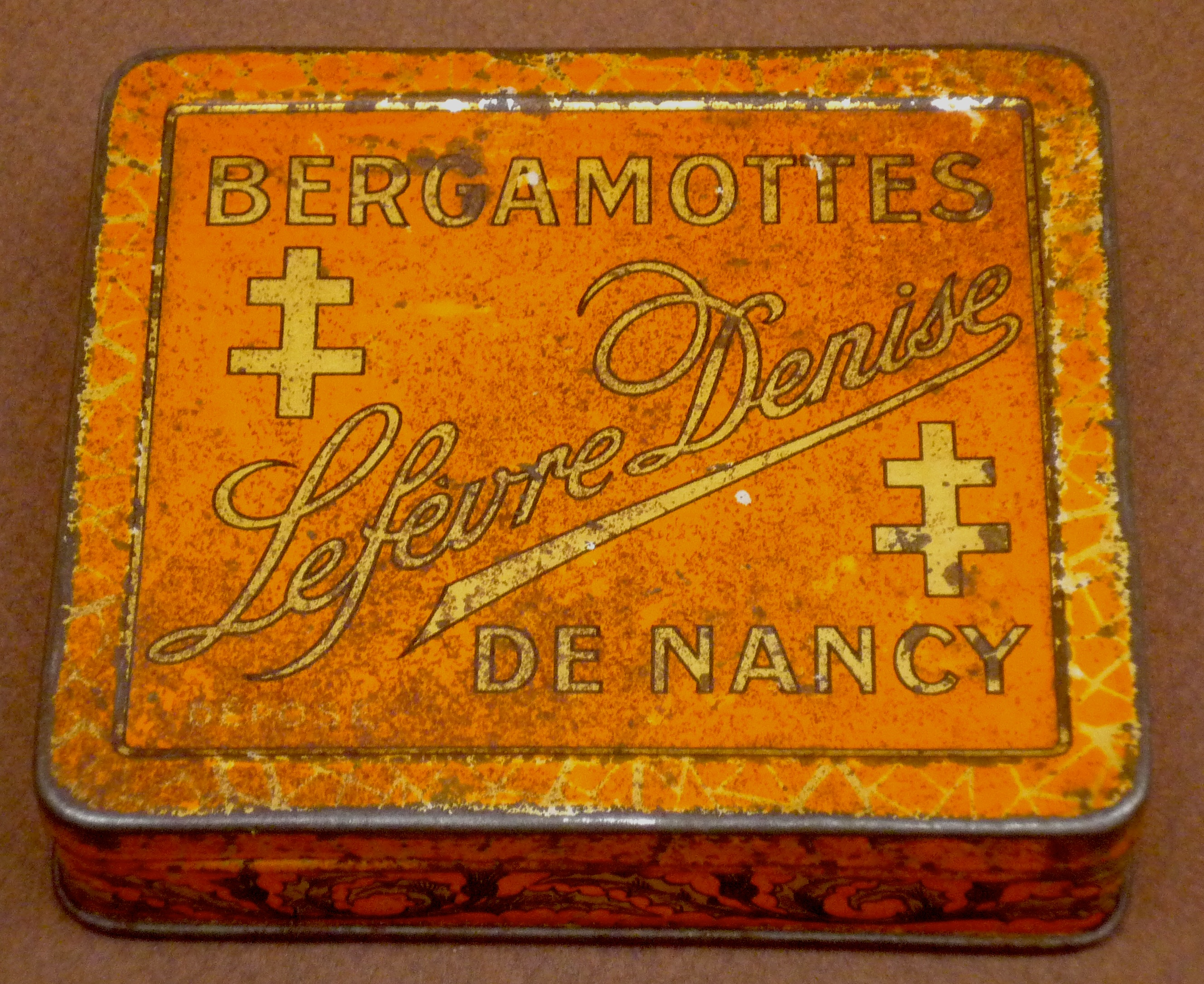
Une boîte de Bergamottes de Nancy Lefèvre-Denise vers 1919.
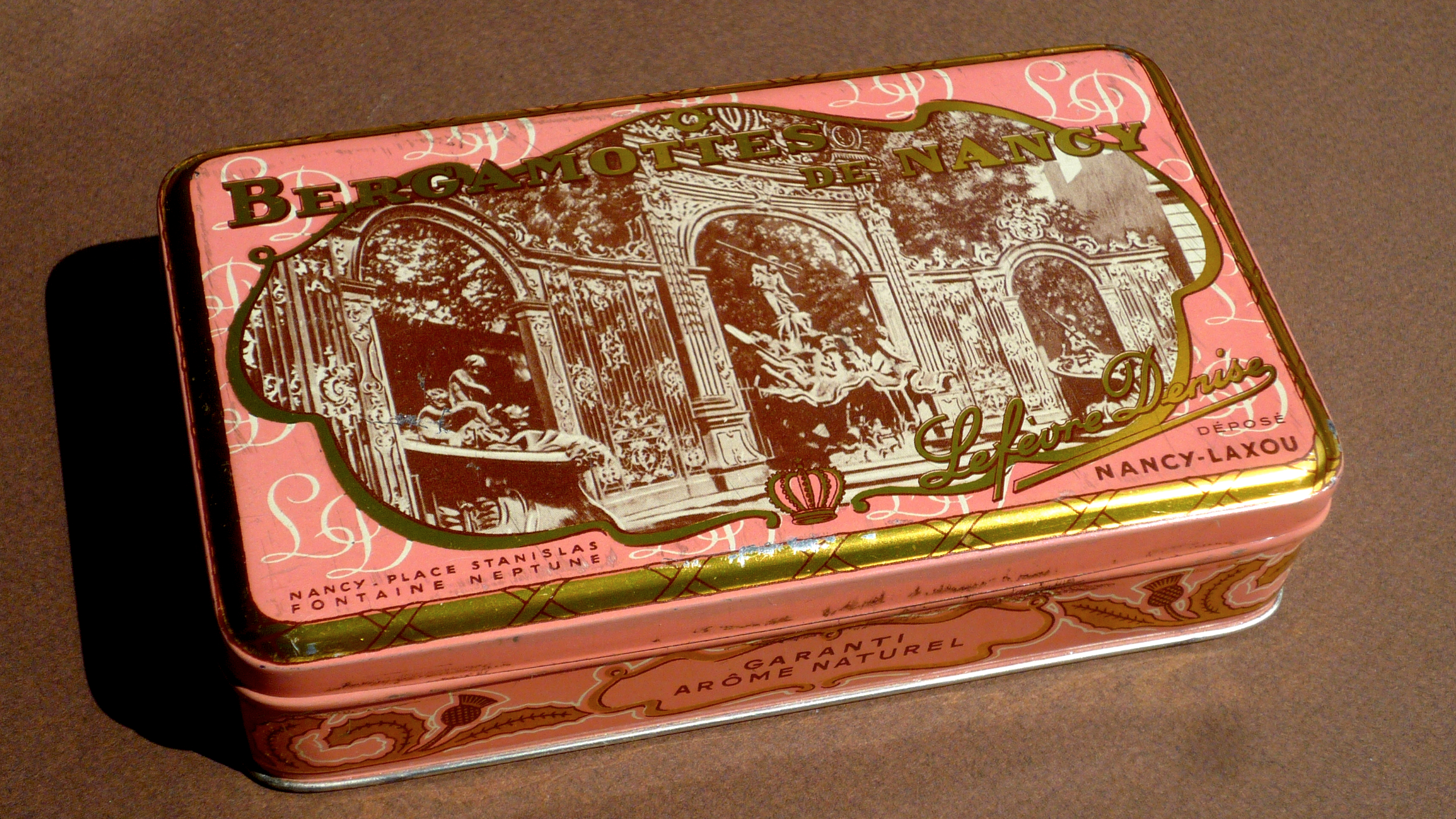
Une boîte de Bergamottes de Nancy Lefèvre-Denise des années 1950.
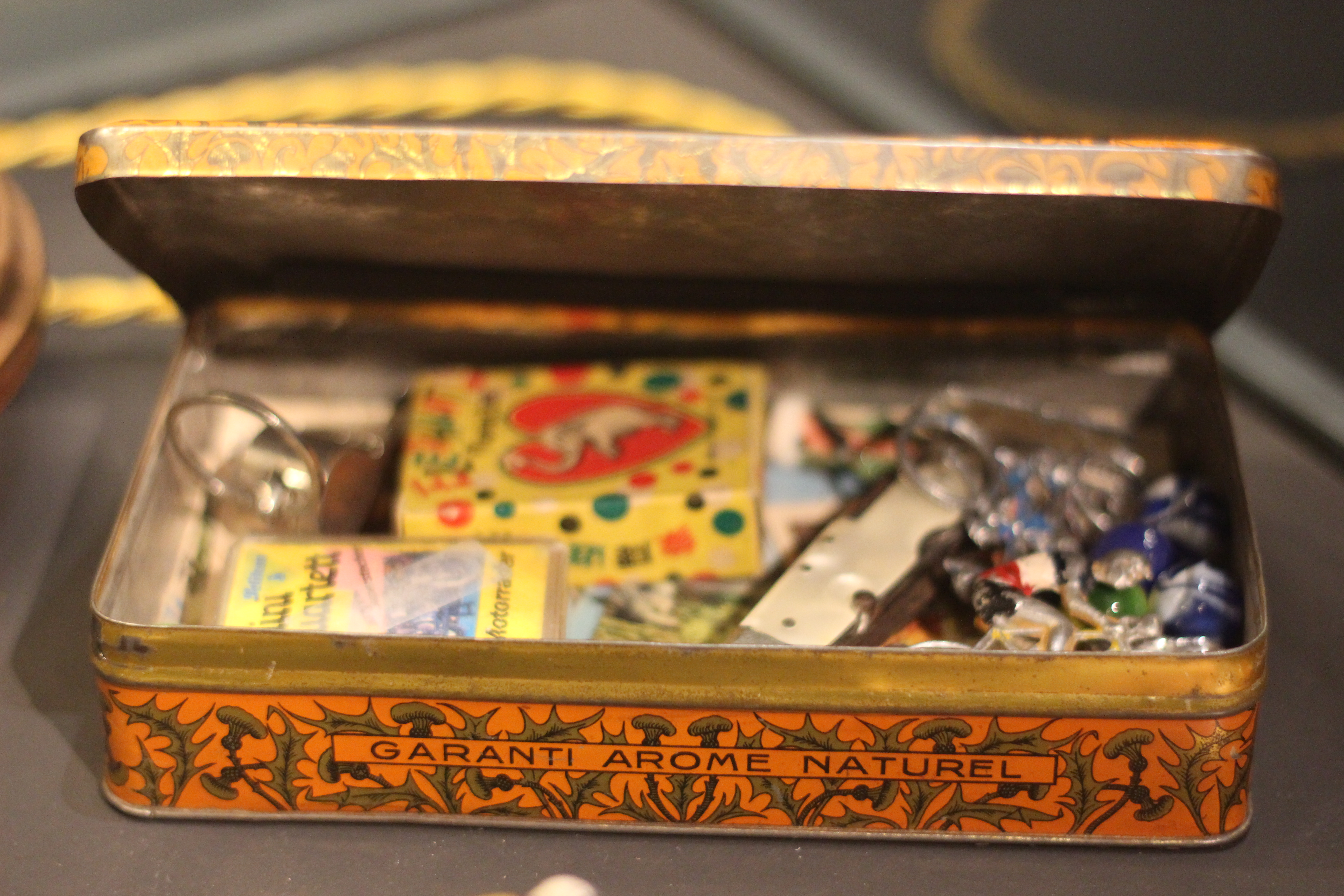
La boîte de bergamottes utilisée dans le film Le Fabuleux Destin d'Amélie Poulain.

## Dans la culture populaire

### Cinéma

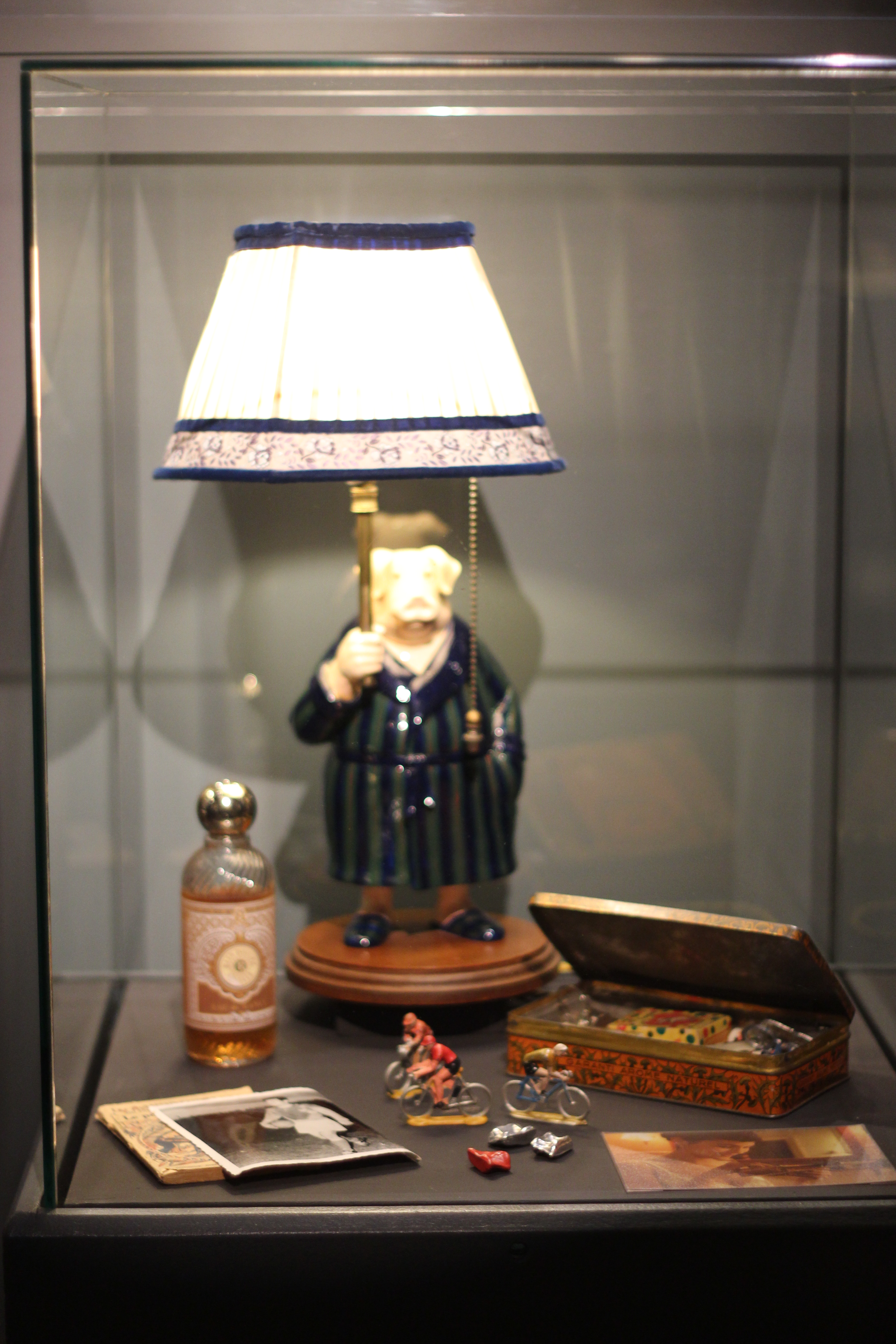
Exposition Caro-Jeunet au Musée de la Miniature et du Cinéma de Lyon du 13 octobre 2018 au 5 mai 2019

Dans le film Le Fabuleux Destin d'Amélie Poulain (2001), une vieille boîte de bergamotes de Nancy, de la maison Lefèvre-Georges, contenant les souvenirs d’enfance d’un petit garçon, est découverte fortuitement par l’héroïne derrière une plinthe,. C'est un clin d’œil aux années d’études nancéiennes de Jean-Pierre Jeunet.
Dans le film Une femme française (1994), le réalisateur Régis Wargnier transforme les locaux de l'Office de Tourisme de la ville de Nancy situé sur la Place Stanislas en Confiserie dont l'une des enseignes est "BERGAMOTTES". Le créateur des décors Jacques Bufnoir et son équipe sollicitent Monique et Jean-Philippe Lefèvre-Lemoine pour la fourniture de boitages et bocaux des années 40 pour cette métamorphose.

### Littérature
Dans son ouvrage "Je vous écris de Nancy", l'auteure Elise Fischer fait escale, avant de reprendre son train qui la déposera à Baccarat, à la maison Lefèvre-Lemoine juste en face de la brasserie Excelsior pour s'y asseoir au salon de thé et "se plonger avec délices et nostalgies dans le siècle passé".

### L'univers de laSaint-Nicolas
En 2016, la confiserie-chocolaterie Lefèvre-Lemoine partage son univers avec le CERFAV (Centre européen de recherche et de formation aux arts verriers). Un moule à chocolat en métal à l'effigie du saint est confié à l'atelier du CERFAV afin de créer un moule pour la pâte de verre. Cette collaboration donne naissance à une série limitée de saint Nicolas en pâte de verre dichroïque.

## Protection
Le mobilier du magasin "Au Duché de Lorraine", c'est-à-dire les devantures, y compris les étagères garnissant les vitrines, des deux vitrines d'applique extérieures, du mécanisme de pare-soleil extérieur et de l'ensemble des lambris garnissant la boutique et le salon de thé, a été inscrit au titre des Monuments historiques par arrêté du 9 octobre 2024. 
L'atelier de fabrication de la confiserie situé 16 rue de Maréville à Laxou avec sa maison d'habitation, ses bâtiments de production de confiserie (four cheyenne, étuve et pétrin) et de fabrication des bergamotes (fourneaux et chaudron intégré, deux marbres de l'atelier) a également été inscrit au titre des Monuments historiques par arrêté du 9 octobre 2024. 